# Flughafen Santiago del Estero

i7
i11
i13
Der Flughafen Santiago del Estero (offiziell: Aeropuerto Vicecomodoro Ángel de la Paz Aragonés) ist ein argentinischer Flughafen nahe der Stadt Santiago del Estero in der gleichnamigen Provinz. Er ist der zweite große Flughafen der Region neben dem Flughafen Termas de Río Hondo. Neben der Nutzung als ziviler Flughafen wird er auch von der argentinischen Luftwaffe genutzt. Angeboten werden Flüge in die Hauptstadt Buenos Aires.

## Fluggesellschaften und Flugziele
| Fluggesellschaft      | Ziel                       |
| --------------------- | -------------------------- |
| Aerolíneas Argentinas | Buenos Aires-Jorge Newbery |
| Austral Líneas Aéreas | Buenos Aires-Jorge Newbery |
| Flybondi              | Buenos Aires-El Palomar    |